# 前556年
| 千纪： | 前1千纪 |
| 世纪： | 前7世纪 \| 前6世纪 \| 前5世纪 |
| 年代： | 前580年代 \| 前570年代 \| 前560年代 \| 前550年代 \| 前540年代 \| 前530年代 \| 前520年代 |
| 年份： | 前561年 \| 前560年 \| 前559年 \| 前558年 \| 前557年 \| 前556年 \| 前555年 \| 前554年 \| 前553年 \| 前552年 \| 前551年                                                                              |
| 纪年： | 周灵王十六年 魯襄公十七年 齐灵公二十六年 晋平公二年 秦景公二十一年 宋平公二十年 楚康王四年 卫殇公三年 陈哀公十三年 蔡景侯三十六年 曹成公二十二年 郑简公十年 燕武公十八年 吴王诸樊五年 杞孝公十一年 |

## 大事記
- 晏嬰繼任為齊國上大夫。
- 齊、魯防之戰，齊靈公攻打魯國北部邊境，包圍桃地。高厚包圍臧紇在防地。魯軍從陽關出動迎接臧紇，到達旅松。郰叔紇、臧疇、臧賈率領甲兵三百人，夜襲齊軍，把臧紇送到旅松後回來。

## 出生
- 魯定公

## 逝世
- 晏弱，晏嬰之父。
- 欒黶，欒盈之父。